# Помічник машиніста локомотива

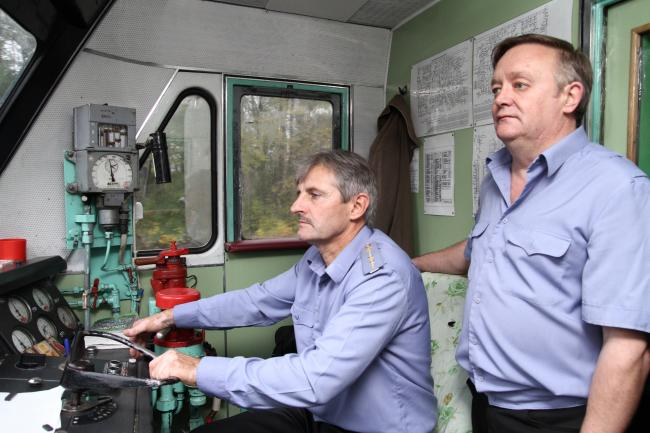
Машиніст та його помічник.

Помічник машиніста локомотива (розмовне: Помогала, Помогало, Пряник, Помоха, Штурман, Студент) — працівник  залізничного транспорту, що входить до складу  локомотивної бригади. Відноситься до категорії технічних виконавців і в своїй трудовій діяльності підпорядковується безпосередньо машиністу локомотива.

## Обов'язки
Нарівні з машиністом, помічник машиніста повинен:
- знати правила технічної експлуатації залізниць, інструкції з сигналізації, руху поїздів і маневрової роботи на залізницях, інші нормативні акти і документи Міністерства транспорту з питань, що належать до обов'язків працівників локомотивних бригад, а також вимоги правил та інструкцій з техніки безпеки та виробничої санітарії при експлуатації, ремонті локомотивів і МВРС, а також пожежної безпеки на  рухомому складі;
- періодично проходити іспит на перевірку знань.

Крім цього помічник машиніста повинен:
- вчасно і точно виконувати доручення машиніста по догляду за вузлами і  агрегатами тягового рухомого складу, його технічного обслуговування, а також контролювати стан поїзда, що обслуговується та зустрічних поїздів. При необхідності виконувати закріплення поїзда від самовільного виходу;
- при проходженні на заборонний сигнал світлофора, стоячи біля робочого місця машиніста, контролювати і періодично доповідати машиністу показання сигналу, положення контролера машиніста або органів управління тягою, величину тиску в гальмівній і живильній магістралях, встановлені швидкості на ділянці і швидкість прямування на заборонний сигнал світлофора. За відсутності дій з боку машиніста до зниження швидкості і зупинки перед заборонним сигналом самому вжити всі заходи до зупинки поїзда, не допускаючи при цьому проїзду заборонного сигналу світлофора;
- при раптовій втраті машиністом здатності керувати локомотивом, зупинити поїзд, закріпити його в установленому порядку від самовільного виходу, передати по  радіозв'язку повідомлення про це поїздному диспетчеру, черговим по станціях, що обмежують перегін, машиністам всіх поїздів, що знаходяться на даній ділянці.

При управлінні моторвагонним поїздом, помічник машиніста забезпечує візуальний контроль за посадкою-висадкою пасажирів .
Знаки відмінності — лички, спрямовані кутом від плеча і порожній погон. У деяких депо, помічнику машиніста з правом керування складом дозволяється також носити погон з личками і однією зіркою.